# Gespräch zwischen Meister Polykarp und dem Tod

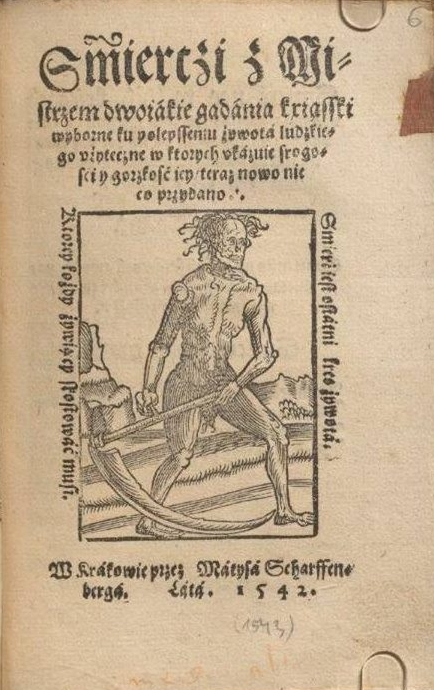
Druckversion

Das Gespräch zwischen Meister Polykarp und dem Tod  (polnisch: Rozmowa Mistrza Polikarpa ze Śmiercią, latein: De morte prologus, Dialogus inter Mortem et Magistrum Polikarpum) ist ein Dialog in Gedichtform mit 918 Versen, der im frühen 15. Jahrhundert von einem unbekannten Autor in Altpolnisch verfasst wurde. Es handelt sich um eines der frühsten profanen Gedichte in polnischer Sprache und gleichzeitig das längste Gedicht in Altpolnisch.

## Geschichte
Die Handschrift ist nicht erhalten. Eine heute unvollständige Abschrift von ca. 1463 hat ursprünglich dem Kanoniker von Płock Nikolaus von Mirzyniec (gestorben 1475), dem Onkel von David von Mirzyniec, gehört. Diese ist seit dem Zweiten Weltkrieg verschollen. 1542 wurde der Dialog von Markus Scharffenberg in Krakau gedruckt. Möglicherweise wurde er zuvor von Mikołaj Rej bearbeitet. Eine vollständige Version wurde 2017 in der Universitätsbibliothek der Universität Erlangen-Nürnberg entdeckt. Zuvor war nur eine unvollständige Abschrift mit 498 aus Płock bekannt.

## Inhalt
Der Dialog ist für seinen derben Humor bekannt. Er nimmt den Klerus, insbesondere Mönche und Priester, sowie Wirte, korpulente Frauen, unehrliche Ärzte und ungerechte Richter im Stil des Danse Macabre auf die Schippe.